# ТЕЦ TOP SPP
13°6′19″ пн. ш. 100°53′58″ сх. д. / 13.10528° пн. ш. 100.89944° сх. д.
ТЕЦ TOP SPP — тайська теплова електростанція, що знаходиться за кілька десятків кілометрів на південний схід від столиці країни Бангкоку.
Станцію спорудила компанія TOP SPP Company Limited — дочірня структура Thaioil, що своєю чергою відноситься до тайського державного нафтогазового концерну PTT. Майданчик ТЕЦ інтегрований до комплексу нафтопереробного заводу Thaioil, який розташований в районі Срірача провінції Чонбурі.
У 2016 році в межах проекту ввели в дію два блоки електричною потужністю 124 МВт та 115 МВт, кожен з яких має дві газові турбіни та відповідну кількість котлів-утилізаторів. Окрім електроенергії блоки продукують 353 тони та 145 тонн пари на годину відповідно.
Станція отримала довгостроковий контракт на викуп 180 МВт потужності державною електроенергетичною компанією Electric Generating Authority of Thailand (EGAT), тоді як інша електроенергія та технологічна пара використовуються для власних потреб.
Як паливо станція споживає природний газ (через провінцію Чонбурі проходить газотранспортний коридор Районг — Бангпаконг).
Також можливо відзначити, що ще з середини 1997-х у поєднанні з НПЗ працює ТЕЦ Thaioil Power. А в першій половині 2020-х в межах масштабного розширення заводу планується запуск чергової станції з електричною потужністю 275 МВт, яка використовуватиме важкі залишки нафтопереробки (цей проект реалізує компанія GPSC — електроенергетичний підрозділ PTT).